# Zancleopsis tentaculata
Zancleopsis tentaculata is een hydroïdpoliep uit de familie Zancleopsidae. De poliep komt uit het geslacht Zancleopsis. Zancleopsis tentaculata werd in 1928 voor het eerst wetenschappelijk beschreven door Kramp. 